# Jadranko Stojanović
Jadranko Stojanović (* 16. Dezember 1992 in Rijeka) ist ein kroatischer Handballspieler.

## Karriere
Stojanović lief für RK Crikvenica auf, ehe er 2014/15 zu RK Buzet wechselte. 2015/16 und 2016/17 stand der Kreisläufer bei HC Zamet unter Vertrag. Mit dem HC Zamet nahm der Kroate 2016/17 an der Qualifikation zur EHF Cup Gruppenphase teil und lief damit erstmals in einem internationalen Bewerb auf. Das Team schied in der dritten Runde gegen die MT Melsungen aus. 2017/18 stand Stojanović bei RK Varteks Varaždin unter Vertrag.
2018/19 wechselte der Kreisläufer zur HSG Bärnbach/Köflach, mit welcher er 2018/19 Meister der Handball Bundesliga Austria wurde und damit in die Handball Liga Austria aufstieg. 2021/22 und 2022/23 lief Stojanović für den Alpla HC Hard auf. Mit den Vorarlbergern sicherte er sich 2021/22 den Meistertitel und 2022/23 den Sieg im ÖHB-Cup. Außerdem nahm der Rechtshänder 2022/23 an der EHF European League teil. Seit der Saison 2023/24 läuft Stojanović für den HC Linz AG auf. In seiner ersten Saison mit den Oberösterreichern konnte er sich den zweiten Meistertitel in seiner Karriere sichern.

## Erfolge
- HSG Bärnbach/Köflach
  - Meister 2. Liga Österreich 2018/19
- Alpla HC Hard
  - 1× Österreichischer Meister 2021/22
  - 1× Österreichischer Pokalsieger 2022/23
- HC Linz AG
  - 1× Österreichischer Meister 2023/24

## Saisonstatistik

### HLA Meisterliga
| 2019/20   | Saison aufgrund der COVID-19-Pandemie in Österreich abgebrochen | Saison aufgrund der COVID-19-Pandemie in Österreich abgebrochen | Saison aufgrund der COVID-19-Pandemie in Österreich abgebrochen | Saison aufgrund der COVID-19-Pandemie in Österreich abgebrochen | Saison aufgrund der COVID-19-Pandemie in Österreich abgebrochen | Saison aufgrund der COVID-19-Pandemie in Österreich abgebrochen | Saison aufgrund der COVID-19-Pandemie in Österreich abgebrochen | Saison aufgrund der COVID-19-Pandemie in Österreich abgebrochen | Saison aufgrund der COVID-19-Pandemie in Österreich abgebrochen | Saison aufgrund der COVID-19-Pandemie in Österreich abgebrochen |
| 2020/21   | HSG Bärnbach/Köflach                                            | HLA Meisterliga                                                 | 027                                                             | 157                                                             | 0/0                                                             | 157                                                             |                                                                 |                                                                 |                                                                 |                                                                 |
| 2021/22   | Alpla HC Hard                                                   | HLA Meisterliga                                                 | 028                                                             | 073                                                             | 0/0                                                             | 073                                                             |                                                                 |                                                                 |                                                                 |                                                                 |
| 2022/23   | Alpla HC Hard                                                   | HLA Meisterliga                                                 | 022                                                             | 058                                                             | 0/0                                                             | 058                                                             |                                                                 |                                                                 |                                                                 |                                                                 |
| 2023/24   | HC Linz AG                                                      | HLA Meisterliga                                                 | 030                                                             | 139                                                             | 0/0                                                             | 139                                                             |                                                                 |                                                                 |                                                                 |                                                                 |
| 2024/25   | HC Linz AG                                                      | HLA Meisterliga                                                 | 026                                                             | 092                                                             | 0/0                                                             | 092                                                             |                                                                 |                                                                 |                                                                 |                                                                 |
| 2020–2025 | gesamt                                                          | HLA Meisterliga                                                 | 133                                                             | 519                                                             | 0/0                                                             | 519                                                             |                                                                 |                                                                 |                                                                 |                                                                 |

### HLA Challenge
| Saison    | Verein               | Spielklasse   | Spiele | Tore | 7-Meter | Feldtore |
| --------- | -------------------- | ------------- | ------ | ---- | ------- | -------- |
| 2018/19   | HSG Bärnbach/Köflach | HLA Challenge | 031    | 140  | 0/0     | 140      |
| 2018–2019 | gesamt               | HLA Challenge | 031    | 140  | 0/0     | 140      |